# 尼日利亞國徽
尼日利亞國徽為一盾徽，面黑色。上繪有三條白色蛇行直線，在中間匯聚，形成一Y字，象徵著該國肥沃的土地和主要的河流尼日河和貝努埃河。護盾獸為兩隻白馬，象徵尊嚴。花環綠白兩色，象徵農業。上有鷹，象徵力量。地上為奈及利亞的國花絹毛鳶尾。飾帶書上英語：UNITY AND FAITH （「統一與信仰」）。

## 衍生徽章

尼日利亚总统徽章
尼日利亚副总统（英语：vice president）徽章
尼日利亚参议院徽章
尼日利亚众议院徽章
纳萨拉瓦州徽章